# Cantonul Val-de-Reuil
Cantonul Val-de-Reuil este un canton din arondismentul Les Andelys, departamentul Eure, regiunea Haute-Normandie, Franța.

## Comune
| Comune              | Populație (1999) | Cod poștal | Cod INSEE |
| ------------------- | ---------------- | ---------- | --------- |
| Connelles           | 188              | 27430      | 27168     |
| Herqueville         | 155              | 27430      | 27330     |
| Léry                | 2.139            | 27690      | 27365     |
| Porte-Joie          | 148              | 27430      | 27471     |
| Poses               | 1.107            | 27740      | 27474     |
| Le Vaudreuil        | 3.438            | 27100      | 27528     |
| Tournedos-sur-Seine | 135              | 27100      | 27651     |
| Val-de-Reuil        | 13.245           | 27100      | 27701     |